# Knut Faldbakken
Knut Robert Faldbakken född 31 augusti 1941 i Oslo, är en norsk författare. Knut Faldbakken är uppvuxen och bosatt i Hamar och är far till författaren och bildkonstnären Matias Faldbakken och regissören Stefan Faldbakken. 
Faldbakken studerade psykologi och försökte sig sedan på journalistiken. 1965–75 vistades han i Frankrike och andra europeiska länder. Han debuterade 1967 med romanen Den grå regnbuen och fick sitt genombrott med sin nästa roman, Sin mors hus. 
2002 debuterade Faldbakken som kriminalförfattare med romanen Alle elsker en hodeløs kvinne.

## Priser och utmärkelser
- 1969 – Gyldendals legat
- 1978 – Riksmålsförbundets litteraturpris
- 2012 – Brageprisets hederspris